# Tomáš Galis

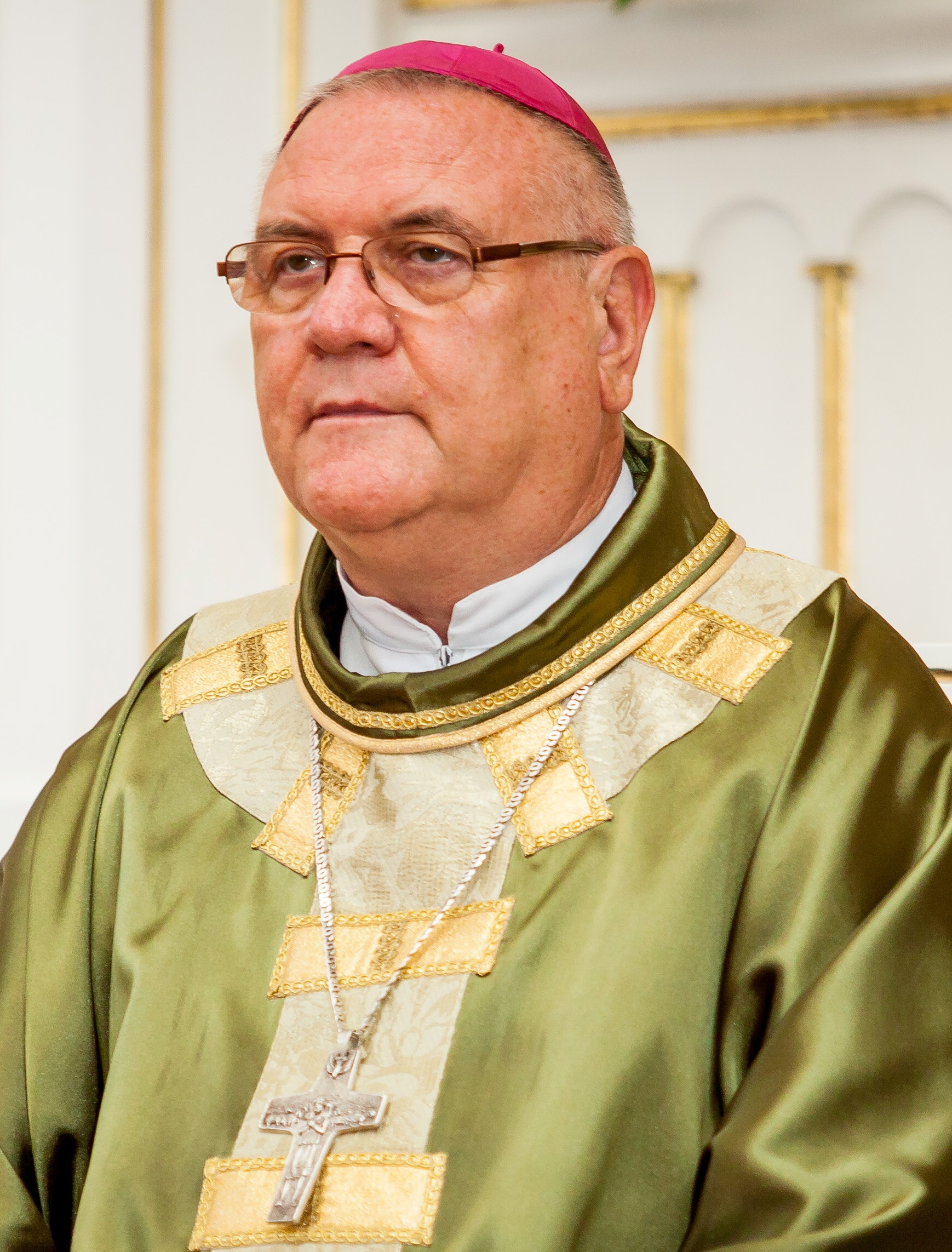
Tomáš Galis

Wappen von Bischof Tomáš Galis

Tomáš Galis (* 22. Dezember 1950 in Selice, Tschechoslowakei) ist ein slowakischer Geistlicher und römisch-katholischer Bischof von Žilina.

## Leben
Tomáš Galis empfing am 6. Juni 1976 das Sakrament der Priesterweihe für das Bistum Banská Bystrica.
Am 28. August 1999 ernannte ihn Papst Johannes Paul II. zum Titularbischof von Bita und bestellte ihn zum Weihbischof in Banská Bystrica. Der Bischof von Banská Bystrica, Rudolf Baláž, spendete ihm am 25. September desselben Jahres die Bischofsweihe; Mitkonsekratoren waren der emeritierte Weihbischof in Banská Bystrica, Peter Dubovský SJ, und der Apostolische Nuntius in der Slowakei, Erzbischof Luigi Dossena. Am 14. Februar 2008 ernannte ihn Papst Benedikt XVI. zum Bischof von Žilina. Die Amtseinführung fand am 15. März desselben Jahres statt.

## Orden und Ehrenzeichen
- Friedensbaum-Gedenkmedaille, Sonderklasse mit Rubinen (2022).[1]